# Typhlops sylleptor
Espèce
Typhlops sylleptor est une espèce de serpents de la famille des Typhlopidae. 

## Répartition
Cette espèce est endémique d'Haïti, elle se rencontre dans le département de Grand'Anse sur le massif de la Hotte dans la péninsule de Tiburon entre Barradères et Pestel de 375 à 420 m d'altitude.

## Publication originale
- Thomas & Hedges, 2007 : Eleven new species of snakes of the genus Typhlops (Serpentes: Typhlopidae) from Hispaniola and Cuba. Zootaxa, n. 1400, p. 1-26.